# 红箭-12反坦克导弹
红箭-12反戰車导弹是中国北方工业公司研制出的一種單兵反戰車飛彈。是中国人民解放军装备的第一种射後不理的單兵肩扛式反戰車飛彈系统，属于第三代单兵反戰車飛弹，与美国“标枪”反戰車飛弹类似。
红箭-12反戰車飛弹在2014年6月“2014欧洲萨托利”展会上由中国北方工业公司首次公开展示。

## 历史
據俄羅斯軍事觀察網7月10日報道，英國《詹氏飛彈和火箭》雜誌近日披露稱，關於“紅箭-12”新型反坦克飛彈系統的材料在今年6月底法國“歐洲薩托里-2014”國際武器裝備展上首次推出。中國國防工業代表指出，在首次亮相國際武器裝備展之前，這種前景反坦克飛彈系統不僅已經研製和試驗成功，而且已經投入批量生產。目前中國人民解放軍一些作戰部隊已經得到了新武器，開始實際掌握應用。

## 概述
中國研製的紅箭-12反坦克導彈使用國外同類現代化武器特有的幾個創意，並對其外形產生了影響。應當指出，類似設計方法導致“紅箭-12”甚至在外形上都和國外同類產品，包括美國FGM-148標槍飛彈相似。在中國陸軍分隊使用的版本中，中國新型反戰車飛彈系統配備運輸發射箱，帶有典型的大端蓋，還有目標搜索和瞄准設備模塊。這種導彈靠肩發射，和噴氣式反戰車火箭筒使用方法相同。 
中國“紅箭-12”項目使用的最重要的創新技術是新型自導頭，這也是中國反戰車飛彈在實踐中首次裝配能夠保證“射後不理”的導引系統，為此使用了具備目標形象記憶（紅外成像）功能的紅外自導頭。類似電子設備此前已經在世界上一些現代化反戰車飛彈系統上應用，包括上述美國FGM-148標槍飛彈，以及以色列“長釘”和其他反坦克飛彈系統。 
根據中國武器生產商提供的數據，“紅箭-12”武器系統的飛彈使用紅外線成像導引（IIR）自導頭，配有非冷卻式光電探測器。據稱，這種系統能夠使反戰車飛彈系統在全天任何時間使用。還有消息稱，中國正在製造第二種類型的飛彈，專門在日間使用，配備電視自導頭。這種導引導彈具有現代化反戰車武器典型的外形，大長寬比圓柱形彈體使用半圓形彈頭整流罩，這種整流罩是透明的，以保證自導頭正常運轉。另外還有4個X形彈翼和4個類似結構的尾舵，翼面在飛彈發射後展開。 
此武器系統通常由兩人小組操作，一名射手和一名攜彈員，當射手描準和發射飛彈時，攜彈員搜尋下個目標並注意敵軍威脅如車輛和部隊。

## 设计
“红箭-12”导弹系统全重22公斤，一套武器系统可由单兵携行。采用圆筒式运输发射箱与模組化设计。平时在弹药的储存有效期内可免维护保养。使用红外焦平面成像引导头，可提供全天候作战能力，射程为2000米以上；也具备供昼间使用的电视成像引导头，射程提高到4000米。使用“冷发射”技术可在隐蔽封闭的阵地和建筑物内发射，导弹飞离发射筒后，折叠Χ形弹翼和尾翼张开，随后主发动机点火飞向目标。发射后导弹可靠引导头自行追踪目标，避免射手长时间暴露在敌火力打击范围内。导弹可沿直线轨迹飞行，也可通过抛物线弹道攻击坦克薄弱的顶部。红箭-12采用串联式聚能破甲战斗部，能穿透1100毫米厚的軋壓均質裝甲，还可换装其他类型战斗部。能够攻击坦克装甲车辆以及坚固掩体，还能攻击低速飞行的直升机。

## 優點和缺點

### 優點
此單兵攜帶式武器系統可輕易將主要部件分拆，並在須要時輕易組裝，與其他較累贅的反坦克武器系統相比，此差別很明顯，例如，一枚红箭-8飛彈須要一個重型三腳架，一個笨重的熱像儀保護盒，一個更大、更長的發射筒，並須花費更多時間組裝和準備，紅箭-12飛彈（雖然也很重）則比其他飛彈和它們的必要部件輕。
IIR型紅外成像自導頭目標記憶功能可以提高導彈瞄準時的抗干擾性能，使得紅箭-12可以射後不理，這使發射者有機會不被看見並也許移至另一個新的發射角度，或在敵人發覺自己受到攻擊前離開此地區，尤其中國宣稱最新型號的紅箭-12E在日間使用時也能達到至少4公里的最大射程(但在夜間發射時會被熱成像儀的顯示極限影響，最大射程下降至2公里)，這比使用線導系統安全得多，因為發射者必須停在發射地點並將飛彈導引至目標。
另一個優點是紅箭-12的撞擊能力，此飛彈使用縱列錐形裝藥彈頭，並針對貫穿反應裝甲而製造，采用高抛弹道，使用頂部攻擊模式，可向多數坦克装甲最薄弱的顶部攻擊，较传统线导反坦克导弹更易摧毀坦克。
紅箭-12的軟發射能力使它能有最小的後燄區域，這使它能從多種建築物內發射，這使紅箭-12在都市戰中比起被廣泛使用的98式火箭筒更具優勢，因98式火箭筒有很大的後燄區域，若從一個小建築物內發射98式火箭筒，它的大後燄區域會嚴重傷害操作人員。

### 缺點
紅箭-12全發射組件雖然比红箭-8輕，但總重量仍然有22公斤，此數據未計入後備電池的重量，每個重約一公斤，一般的電池攜帶數量（不計多數小隊都會帶的「以防萬一」電池）是5-10 枚，視任務長度此數目也可能更多或更少。此系統是設計為可由單兵步行攜帶，但重量比原本陸軍要求數字的要高，此系統的重量和正常戰鬥負重使紅箭-12小隊成為中國陸軍部署負荷最重的基本步兵單位，另一個可與之相比的兩人步兵小隊是98式火箭筒隊。
與標槍飛彈類似，因為红箭-12也大量應用新技術，其價格還是一個嚴重問題，據目前的公開消息指出红箭-12全套系統的售價也不低於13萬人民幣，因此能否像是紅箭-8反坦克導彈或者98式火箭筒一樣大量裝備中國陸軍還是未知之數。

## 基本資料
- 主要用途：單兵攜帶式反戰車飛彈
- 承包商：中国北方工业公司
- 發動機：固體燃料火箭
- 長度：
  - 飛彈約1米
  - 發射筒1.25米
- 直徑：
  - 飛彈130-150毫米
  - 發射筒170-180毫米
- 重量：
  - 飛彈約17千克（連同運輸發射箱）
- 彈頭：
  - 縱列聚能錐形裝藥高爆穿甲彈（HEAT）8.4kg
  - 貫穿能力：1100mm滾軋均質裝甲（RHA）
- 射程：>75m 至 2000m（晝夜使用紅外線成像導引），4000m（使用電視導引）
- 導引系統：電視導引，紅外線成像導引，射後不理
- 控制發射元件：
  - 被動目標獲取和火控，內建日視／熱像模式
  - 日視放大4倍，熱像放大4倍和9倍

## 使用国
- 中华人民共和国
- 伊朗
- ：国家边防局博鲁特种部队